# محمد بن فهيد
محمد بن فهيد الأسعدي العتيبي (1170هـ -1260)، ولد في التنومة بـ محافظة الأسياح والتي كانت تُسمى في السابق النباج. تميز بالتدين والكرم والسخاء والعفة والشواهد على ذلك القصص والأحداث 

## من ابناء محمد بن فهيد الذين شاركوا بمعارك التوحيد[1]
معركة المليداء ١٣٠٨هـ:
الرعوجي الزيد بن محمد الفهيد.(صوب ثم توفي)
مشاري بن منديل بن علي الفهيد.
منديل بن علي بن محمد الفهيد. (امير عن بن فهيد)
محمد بن عبدالعزيز بن محمد الفهيد.
نايف بن فهد بن زيد الفهيد.
معركة البكيرية ١٣٢٢ هـ:
تركي بن حمد بن عبدالعزيز الفهيد. (امير سرية عين بن فهيد)(صوب)
محمد بن راشد بن فهد الفهيد.
معركة ضم بريدة ١٣٢٦ هـ:
محمد بن الرعوجي الزيد بن فهيد. (امير عين بن فهيد)
تركي بن حمد بن عبدالعزيز الفهيد.
معركة جراب ١٣٣٣هـ :
محمد بن الرعوجي الزيد الفهيد. (امير الاسياح) (صوب)
راشد بن زيد النجم الفهيد.
عبدالعزيز بن منديل بن سلطان الفهيد.
علي بن مشاري بن منديل الفهيد.
فهد بن فهيد بن عبدالمحسن الفهيد.
معركة ضم مكة ١٣٤٣هـ:
بدر بن منديل العبدالله الفهيد.
محمد بن الرعوجي الزيد الفهيد.(امير الاسياح)
فهيد بن منديل بن علي الفهيد.
معركة الطائف ١٣٤٣هـ
محمد الرعوجي الزيد الفهيد.(امير الاسياح)
بدر بن منديل العبدالله الفهيد.
فهيد بن منديل بن علي الفهيد.
معركة جدة ١٣٤٤هـ
محمد بن الرعوجي الزيد الفهيد.
بدر بن منديل العبدالله الفهيد.
زيد بن فهيد بن عبدالمحسن الفهيد.
فهيد بن منديل بن علي الفهيد.
معركة السبلة ١٣٤٧هـ:
علي بن مشاري بن منديل الفهيد. (امير سرية عين بن فهيد)
بدر بن منديل سلطان الفهيد.
تركي بن حمد بن عبد العزيز الفهيد.
راشد بن عبد الرحمن بن سليمان الفهيد.
عبد العزيز بن تركي بن حمد الفهيد.
عبدالله بن حمد بن عبد العزيز الفهيد.
فهد بن حمد بن عبد العزيز الفهيد.
فيصل بن سعود بن ناصر الفهيد.
منديل بن علي بن مشاري الفهيد.
معركة الدبدبة ١٣٤٧هـ:
عبد العزيز بن فهد بن نايف الفهيد. (امير سرية عين بن فهيد)
معركة ام رضمة ١٣٤٨هـ:
بدر بن منديل بن سلطان الفهيد.
تركي بن حمد بن عبد العزيز الفهيد.
راشد بن عبد الرحمن سليمان الفهيد.
عبد العزيز بن تركي بن حمد الفهيد.
عبدالله بن حمد بن عبد العزيز الفهيد.
علي بن مشاري بن منديل الفهيد.
فهد بن حمد بن عبد العزيز الفهيد.
فيصل بن سعود بن ناصر الفهيد.
منديل بن علي بن مشاري الفهيد.
حرب نجران ١٣٥٠هـ:
سلطان بن تركي بن حمد الفهيد. (امير سرية عين بن فهيد)
بدر بن منديل الفهيد.
علي بن محمد بن بداح الفهيد.

## التنومة والمجزرة الشنيعة
لا يزال أهالي محافظة الأسياح، وأهالي «التنومة» خصوصاً يتناقلون سيناريو «مجزرة التنومة» التاريخية سنة 1201هـ، بكل مرارتها رغم مضي ما يزيد على 230 عاماً على الحادثة التي أُبيد فيها أجدادهم في المسجد الجامع وقت صلاة الجمعة وما زالوا يختزلون صور المذبحة الرهيبة، من خلال ما ينقل لهم يوم أن نزل عليها «ثويني بن شبيب» المنتدب من «سليمان باشا» والي بغداد، فترة الحكم العثماني للقضاء على الدعوة السلفية.

## حصار التنومة
يروى ان «ثويني بن شبيب» قد حاصرها مدة قيل أنها امتدت لثمانية أشهر متواصلة لم يتمكن من دخول القرية الصامدة؛ بفضل تفاني وبسالة المدافعين من أهالي البلدة، رغم تفوق الغزاة عدة وعتاداً، ولم تفلح مدافع رجال «ثويني» التي كانت تدك سور البلدة لإحداث ثغرة في الحامي الذي كان يطوقها حتى يدخل من خلالها الجنود عندما انقسم رجالها إلى فريقين، فريق المدافعين وفريق البناة الذين كانوا يقومون بأعمال ترميم متواصل ليل نهار، وسد أي ثغرة تحدثها مدافع العدو، حينها جنّ جنون «ثويني بن شبيب» بعدما تمكّن المدافعون من قتل «عقيل بن شبيب» - شقيق ثويني - واستخدموا جثته في سد إحدى الثغرات التي احدثتها المدافع في جدار السور عندها لجأ إلى الحيلة.
وعقد مع أهالي البلدة هدنة أو معاهدة كانوا قد طلبوها بعد حصار متواصل أوشكت خلاله مخازن الحبوب والتمور والطعام على النفاد، وقُطعت إمدادات المياه عدى بئر المسجد داخل السور، وبعد ما عاهدهم بالله أن لا يؤذيهم رغم معارضة بعض أهالي البلدة، ومنهم أميرها ذلك الحين «فهيد بن فهيد» وابنه «محمد بن فهيد» الذي كان يتوقع غدر عدوه؛ لكنه آثر البقاء مكتفياً بإرسال أسرته إلى الزلفي للإقامة عند شقيقه «ناصر».

## مجزرة الجامع
وبعد ثلاثة أيام من المعاهدة دخل «ثويني» وعساكره مدعين رغبتهم أداء صلاة الجمعة في جامع البلدة، وبعدما اكتمل المصلون أغلق الغزاة الأبواب عليهم؛ لتنفيذ المجزرة داخل المسجد الجامع لرجالها العزل، وهجموا عليهم بأنواع السلاح الذي كانوا يخفونه داخل ملابسهم؛ لتحصل واحدة من أشرس المذابح في تاريخ نجد حتى مشت أسواق البلدة دماً تفاجأ به من هم خارج المسجد، وبعدما أفنوا كل من في الجامع خرجوا يفتشون عن الناجين، ولم يسلم منهم إلاّ الأطفال والنساء، وعدد قليل من الرجال الذين هربوا أو اختفوا بملابس نساء عادوا بعد ذلك ل «الربطا».
وهم الأسرى المربوطين لديهم بالحبال والسلاسل، ثم رمي بهم أحياء إلى عمق بئر تعرف حتى اليوم ب «الربطية» ولا يعلم أحد الرقم الحقيقي لعدد من قُتلوا ذلك اليوم، لكنه، ووفق رواية منقولة يقال انه قتل من أسرة الهذال نحو سبعين رجلاً، وهي أسرة واحدة من أسر التنومة في إشارة إلى أن عدد القتلى قد يفوق ما ذكره «الشيخ محمد العبودي» في معجم بلدان القصيم وهم 170 بعدما خربها وقطع نخيلها.
ورغم أن «العبودي» يذكر أن الابن «محمد بن فهيد» تمكّن من الانتقال إلى العراق، إلاّ أن الشيخ عبد الرحمن الفهيد أحد أعيان النتومة يقول حسب الروايات المنقوله إن فهيد بن فهيد توجة مع ابنه محمد بن فهيد إلى جماعته بالزلفي، ومن هناك استنجد بالإمام عبد العزيز بن محمد آل سعود الذي حرّك غزواً لالعراق للانتقام من مذبحة «ثويني»
بعد المذبحة هُجرت البلدة عدا القليل من أهلها؛ الذين بقوا وتحولت إلى شبه خربة إلى أن عاد من هرب من أهلها مع من انظم إليهم؛ لإعادة إعمار البلدة مرة أخرى، واستغلال مياهها وأراضيها الخصبة.
ويعتقد أهل التنومة أن أجدادهم وذويهم الذين افنوا في المجزرة لو بقوا وتناسلوا لكانت التنومة والاسياح بشكل عام واحدة من أكبر مدن ومحافظات القصيم استناداً إلى إحصائيات تلك الفترة لمدن ومحافظات أكبر منها حالياً كانت وقتها أقل سكاناً، وبقيت هكذا حتى منتصف التسعينات الهجرية، بداية النهضة العمرانية عندما خرجت المدينة إلى مخططات حديثة مجاورة، وصار أهلها يطلقون عليها التنومة أو الديرة «التحتية» وظلت هذه البلدة التاريخية تحتفظ بهويتها الحقيقية وطرازها المعماري النادر، ليس في القصيم فقط، وإنما في منطقة نجد، حيث تمثّل بمبانيها وأبراجها وتخطيطها.
وكل ما تحتويه من رواشن وبقايا أسوار تمثل البلدة النجدية الحقيقية لما قبل 200 عام حتى وهي تتآكل عاماً بعد عام، ونفقد داخلها كنوزا من التاريخ والقيم الأثرية والتراثية التي لا تقدر بثمن، ولا يمكن تعويضها من دون أي تحرك من جهات يناط بها مسؤولية رعاية وإعادة تأهيل مثل هذه المواقع؛ عدا بلدية الأسياح التي تحركت مؤخراً وخاطبت المُلاك عن طريق رئيس المركز، وتلقت بعده إجابة رسمية بالموافقة المطلقة على إعادة تأهيل القرية، والتصرف بها لما يخدم البلد، وكانت التنومة القديمة، إضافة إلى بلدة البرقاء إحدى خيارات مشروع قُدّم ونوقش بالمجلس البلدي مؤخراً تحت اسم ترميم مواقع أو أحد المواقع التراثية بالأسياح.

## انتقال محمد بن فهيد إلى العراق
بعد مجزرة التنومه المروعة انتقل محمد بن فهيد إلى الكويت ومكث فيها فترة من الزمن ومنها إلى العراق وعمل هناك وتقع المصادفة حين دار حديث بينه وبين أحد علماء العراق والذي سأل محمد عن بلدة فذكرها الية حينها تعجب العالم.
من تركة لها والبقاء في العراق وبدأ بسرد القصص والأحداث التاريخية التي جرت بالأسياح النباج سابقآ، ولم يكتفي العالم العراقي بالقصص بل وضع رسمآ تصويريآ لموقع مهم يقع به أحد أهم روافد المياه بالأسياح والتي تسمى الآن عين بن فهيد، ما أن أستمع محمد بن فهيد للعالم العراقي وما قال حتى عقد العزم على العودة واكتشاف الموقع والذي كان يقع بالقرب من قصر مارد الشهير بالأسياح.

## عودة محمد بن فهيد إلى النباج
اكتشف العين وسميت عين بن فهيد نسبة الية وكان شاعرا معروف بالكرم وله قصص كثيرة تدل على كرمه وجوده.
عاد محمد بن فهيد للأسياح وما أن عاد حتى زار الأسياح وتعرف عليها وأعجب بما تحويه من أثار تاريخية متمثله بقصر مارد والسد وبعض الأثار الحميرية الموجودة عندها ذهب إلى الإمام عبد العزيز بن محمد ال سعود طالبآ اقطاعه أرض العين وما حولها وكان ذلك عام 1203هـ مما يعني ان تأسيس عين بن فهيد كان بتلك السنة.
ما أن حصل على الإقطاع حتى ابتدأ بمحاولة اكتشاف موقع العين التي أشار إليها العالم العراقي حيث انه وحيد وليس له ذريه وانما كان لديه عدد كبير من المماليك ومما ذكر له بأن أرضها تأخذ الشكل الهلالي حين الغروب، وبالفعل تمكن بعون الله من اكتشاف الموقع وما أن حفر قليلآ حتى بدآ الماء بالخروج.

### تسمية العين باسمه «عين بن فهيد»
لم يكن اسم عين بن فهيد دارجآ حين أسست ولكن كانت تعرف بالعين، إلا أن تحديد العين لدى البعض للمعرفه أدى بهم إلى نسبها إلى مالكها حتى بات الاسم رسميآ ولا تكاد تعرف المدينة ان لم يذكر اسمها عين بن فهيد.
ولكون مكانه بين الجنوب والشمال والذاهب والايب فقد صار مقصدا ومناخا للضيوف والغزاه للباديه وعامه في الصيف فاشتهر صيته وعندما حل شيخ قبيلة عنزة مهلهل ابن هذال ضيفا عليه قاطنا طوال الصيف عندها حصل بينهما عشره وقد عرض عليه مهلهل المساعدة فابأ ماعادا في أخذ التراب من مجرى العين.
فقال ابن هذال هذا الشي مصلحته عائده لنا وعندما نزح منه على دورها نزل في ملج ونطاع وهما موقعان معروفان في المنطقة الشرقية واستقر به المقام فتذكر صاحبه وصديقه محمد بن فهيد وما كان عليه من كرم اخلاق ولين جانب حيث انه في مكانه الأخير سكن بجانب صاحب مزرعه بينه وبين محمد بن فهيد فوارق كبيره حتى انه كان إذا شاهد العصافير في مزرعته لا يترك لها مجال بل انه يؤذيها فصار مهلهل يتالم وهو يشاهد صاحب الزرع ينطر العصافير والحمام عن الزرع فتمثل مهلهل بهذه الأبيات يسندها إلى محمد الفهيد.
يقول فيها:
وعند ورود هذه القصيدة إلى محمد الفهيد رد عليه بهذه الأبيات:
ولدى ورود هذه القصيدة لصاحبه مهلهل حلف يمينا بان لا يغمض له جفن حتى يزور ابن فهيد فقفل عائدا من ملج ونطاع متوجها إلى الأسياح في شده القيض فعلم محمد بمقدم صديقه فارسل إلى القصيم واحضر كسوه كثيره لجميع بنات ال هذال وعند الوصول طلب مهلهل من جميع البنات الحضور والسلام على محمد الفهيد.
وكان احتفلا كبيرا بالنسبة لهذين الصديقين سلام البدو المعتاد وكل ماسلمت وحده من البنات سلمها محمد الفهيد كسوتها بيده وهذا دليل على العفة والشهامة وطهاره السريرة عند المتقدمين امثال هؤلا لان محمد قد تمنى فيما سبق في قصيدته حين قال بالذكر ولا شوفهن ماحصل لي فاراد صاحبه ان يريه ماتمنى رئيته وكان ما كان.
والشاهد شهادة شيخ عنزة على كرم ابن فهيد الذي عاش في عصره عصر الجوع والفتن.

## زواج محمد بن فهيد من مطيرة بنت ابن سبيلة الشمري
زواج محمد الفهيد على مطيرة لما فيه من الطرافة وحرص أهل الشيم والكرامة على النسب الكريم والبيوت الرفيعه دون النظر إلى جمال المرأة وحسنها فقد كان ذاهبا إلى بلده قصيبا المعروفة لاحضار بعض الغريس من هناك وفي وقت الظهيرة وشعوا الغدا وهو قرص بالنار فركوه بالسمن وكان يرئ بقربهم امرأه لا يعرفونها فقدمو لها قطعه من القرص ولكنها رفضت ان تاكله فتركو لها على شجرة.

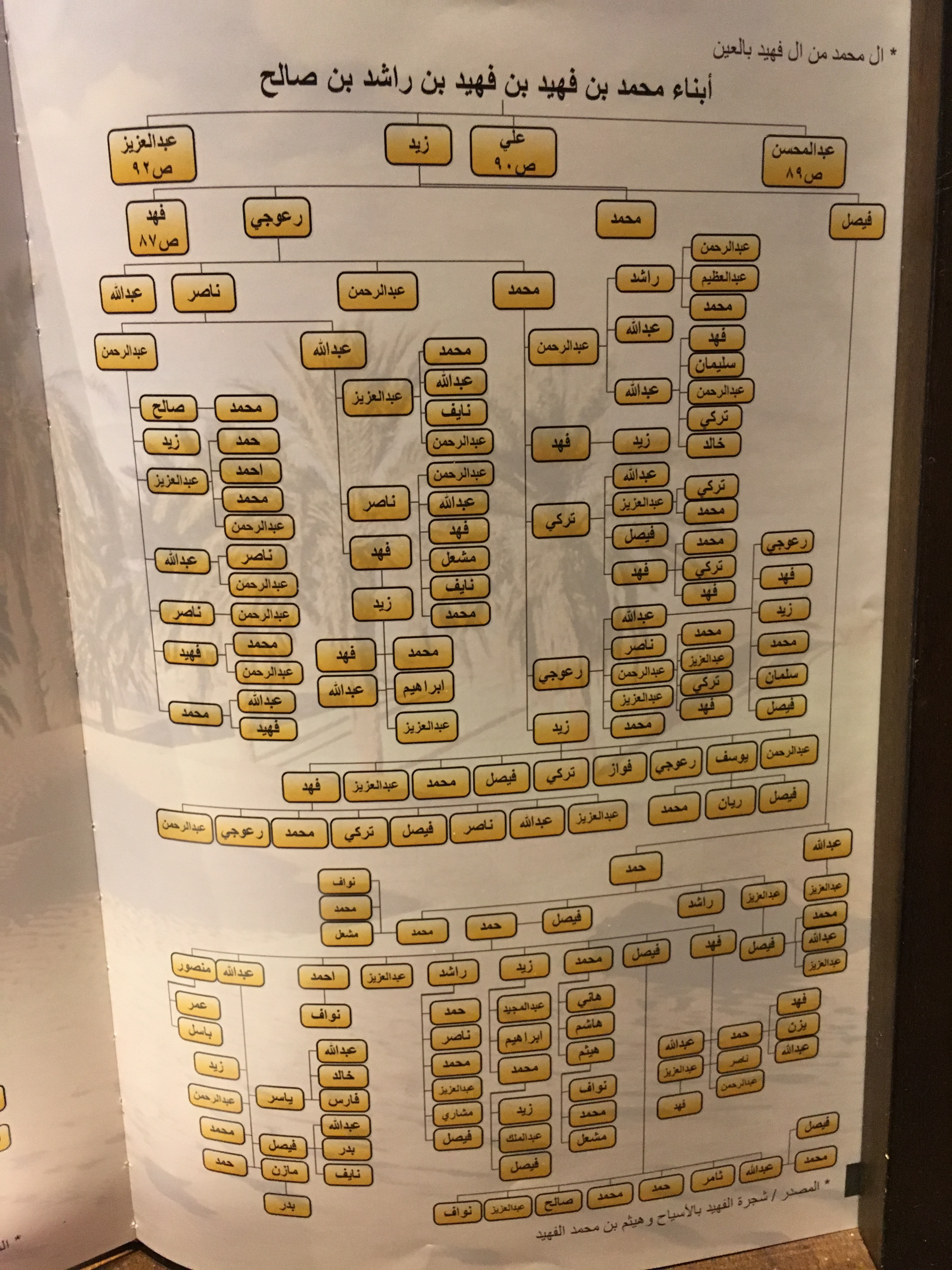
ابناء الأمير ّمحمد بن فهيد بن فهيد بن راشد بن صالح بن راشد بن قراض الأسعدي العتيبي "

وسافرو في طريقهم وفي عودته مرو على نفس المكان مصادفه فوجدو قطعت القرص في محلها؟ دون أن تمسها فتعجب لامر هذه البدويه إذا كيف شامت نفسها وهذا يدل على انها من بيت رفيع وسال عنها فاخبر انها بنت ابن سبيله من عبده أحد فخوذ قبيلة شمر فتقدم إلى والدها لطلبها فامتنع والدها لعلمه ان البنت ليست أجمل بناته ولانه يعرف الرجل هذا معرفه تامه لانتشار صيته بين أبناء البادية.
ولكرمه خاف ان لا يتجمل معه ولكن محمد الفهيد اخبره بانه قابلها ويردها زوجه له فتم زواجه عليها وكان كما توقع كانت مثلا لابنه العرب الشهمه الطيبة وكان قد ولاها كل شي الاطعمه والزاد والمفاتيح معها كل شي تقول بتدبيره وعرفت نفسيته معرفه تامه إذا جائه ضيوف ترسل أحد العبيد فيسال احدهم من يكون هؤلا الرجال وكم عددهم ومن زعيمهم فتحط لهم على قد مكانتهم وحمد عشير ضيوفه يؤنسهم بالاحاديث الشيقه والمسليه في حياه البدو ولا يتحرك من مكانه لعلمه انها تقوم باللازم من غير توجيه منه وقد شوهد مرار على هذا الحال لا يتحرك حتى ينتهي قرى ضيوفه فيقوم ويقدمه لهم وهو جالس معهم لم يغادر المكان ومثل هذا ان أحد القبائل أستولت على دبش أهل عنيزة.
فلحقهم ابن سليم على راس خمس مئه فارس بنفود الأسياح قرب عين بن فهيد وعندما فكوا زعيمهم حل ضيف عند محمد الفهيد وبقي معهم طيلهم مكثهم هناك يحادثهم ويسليهم بالاحاديث وبعد عام مر ابن سليم ومعه خمسه فقط وبعد السلام عليهم والترحيب وعلى غير عادته كان يدخل البيت ويخرج منه بعد كل ساعه وعندما جهز قراهم قدمه لهم وكان كالعادة إلا أن ابن سليم استغرب دخوله وخروجه من البيت.
على غير عادته فظن انه محتاج إلى امر من امور الدنيا وهندما وادعه قال له ابن سليم يامحمد انا بنشدك عن شي بدر في ذهني وملاحظه لاحظتها عليك هذا العام. فقال له محمد: وقف انا اعلمك الي في بالك كنت عندما تمر بالاعام الماضي ومعك خمس مئه رجل لاحظت اني لم اقم من امام المجلس والمرة تراني داخلا خارجا من البيت على غير العادة وانا لست عايز من امور الدنيا شي والحمد لله عندي خير أكثر من الأعوام الماضية غير ان زوجتي الأولى أخذ الله وداعته وتزوجت بأخرى لا تعرف التدبير الا بالتوجيه مني لعدم معربتها بحالنا وانا اسمعك لالن المرثية التي قلتها بها وهي وانشد عليه القصيدة:
ومن المواقف العجيبة التي تدل على حسن التصرف والتدبير لدى مطيرة:
في إحدى الايام قدم على محمد بن فهيد ضيوف فقام باستقبالهم وضيفهم في بيته ونادى على زوجته مطيرة ان تعمل لهم عشاء فقالت لة انه لايوجد حطب من اجل الطبخ فتضايق محمدبن فهيد وخرج مهمومآ بعدها طرا على زوجتة مطيرة فكرة وهي ان تهدم إحدى الغرف من اجل الحصول على الخشب المسقوف بها وامرت الخدم فقاموا بالهدم واخذو الاخشاب واوقدو بها النار وذبحت الذبائح ونصبت القدور وتم طبخ العشاء وتم ابلاغ محمد الفهيد بذلك فسر سروره وارتاح جدآ من حسن التصرف وسرعة التدبير في المواقف.
وهذه قصيدة أخرى تدل على فقده لها :
ومطيرة هي البنت الرابعة لابن سبيله فأولى بناته هي ام الجربا الذي يقول فيه شاعرهم:
والثانية ام العجل جدة عبد العزيز بن متعب بن عبد الله الرشيد من قبل امه والثالثة ام الشريم من امراء عبده من قبيلة شمر.

## مختارات من قصائده

### قصائده لإبنة زيد
وقال إيضآ مخاطبآ أبنة الكبير زيد:

### قصيدة واستغاثة لطلب المطر
وهذه القصيدة أيضا لمحمد الفهيد في سنه جدب وكثيرا ماتمر عليه البوادي ليلا ونهارا وكان قراه لهم من الحبوب والتمور وهي تحتاج إلى كلفه وعندما رحلو تذكر ضيوفه رغم ارهاقهم له وكان يشتاق لكثره الضيف ويطلب الله ستر عرضه لكونه في هذا المحل وحده بين الشمال والجنوب فيقول:

## وفاته
توفي محمد بن فهيد الأسعدي سنة 1260هـ للهجرة.

## حياته الخاصة

### نسبه
هو الأمير محمد بن فهيد بن فهيد بن راشد بن صالح بن راشد بن قراض الأسعدي العتيبي.

### عائلته
له من الأبناء أربعة: زيد، وعبد العزيز، وعبد المحسن، وعلي وعدد من البنات